# Бре (Бельгия)
Бре (нидерл. Bree) — город и коммуна в бельгийской провинции Лимбург.

## История
Получивший в 1386 году права города Бре был одним из славных городов Льежского епископства. Ранее город был обнесен крепостной стеной и окружен рвом, защитившими Бре от испанской атаки в 1604 году. Из-за многочисленных пожаров семнадцатого века (в 1601, 1616, 1697 и 1699 годах) зданий более раннего периода не сохранилось.

## Структура коммуны
Кроме самого города, коммуна Бре включает в себя Бек, Гердинген, Опиттер и Тонгерло (при Бре), а также две деревни: 'т Хасселт и Востерт.
| №   | Название                   | Площадь (км²) | Население (на 1 января 2003) |
| --- | -------------------------- | ------------- | ---------------------------- |
| I   | Бре — 'т Хасселт — Востерт | 24,17         | 7411 322 856                 |
| II  | Бек                        | 15,88         | 1235                         |
| III | Гердинген                  | 9,13          | 2223                         |
| IV  | Опиттер                    | 5,43          | 2230                         |
| V   | Тонгерло                   | 10,31         | 1079                         |

## Достопримечательности
- Церковь св. Михаила
- Недействующий монастырь августинцев, сегодня - здание городского совета.

## Известные уроженцы и жители
- Джонни Галэки — актёр
- Ким Клейстерс — теннисистка
- Тибо Куртуа — футболист
- Стефан Эвертс — мотогонщик

## Города-побратимы
Побратимы Бре:
- Гельдерн
- Саломо
- Вольпаго-Монтелло
- Янчжоу